# Sasbérc

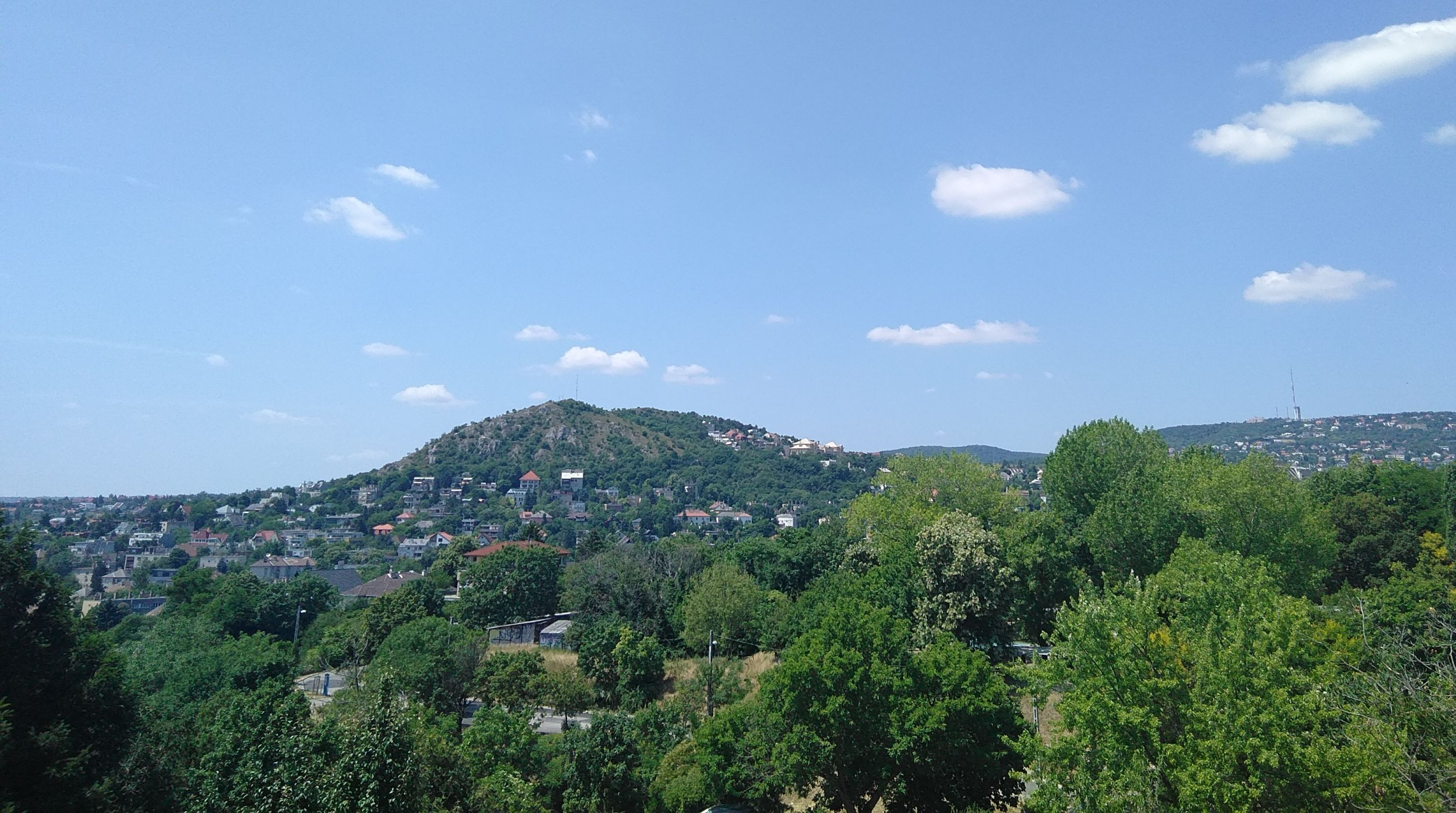
Sas-hegy

A sasbérc a röghegységekre jellemző szerkezeti forma. Egymással párhuzamos, vagy közel párhuzamos vetődések mentén alakulnak ki. A párhuzamosan futó vetődések mentén a terület lesüllyed, a köztük lévő terület viszont vagy kiemelkedik vagy megtartja addigi pozícióját. Ezeket az izolált formákat általában egyenetlen, esetleg domború  tető jellemzi. A tetőt körbevevő lejtőt rendszerint szálban álló, kemény, stabil kőzet alkotja, így tud dacolni a felszínformáló erőkkel. 